# Orconectes pellucidus
Orconectes pellucidus är en kräftdjursart som först beskrevs av Tellkampf 1844.  Orconectes pellucidus ingår i släktet Orconectes och familjen Cambaridae. IUCN kategoriserar arten globalt som livskraftig. Inga underarter finns listade i Catalogue of Life.